# Walter Plunkett

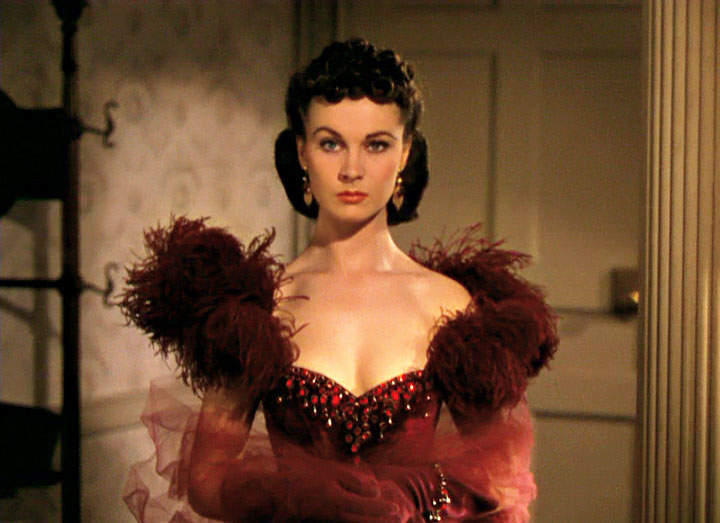
Vivien Leigh dans Autant en Emporte le Vent

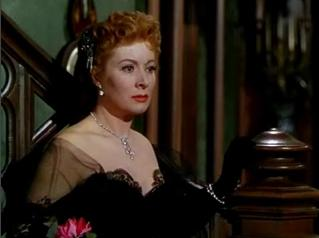
Greer Garson dans La Dynastie des Forsyte

Walter Plunkett, né le 5 juin 1902 à Oakland et mort le 8 mars 1982 à Santa Monica (Californie), est un costumier américain pour le cinéma.

## Biographie
Il a reçu 9 nominations et a obtenu un Oscar de la meilleure création de costumes pour Un Américain à Paris.

## Filmographie partielle
- 1932 : Nuit après nuit (Night After Night) d'Archie Mayo
- 1933 : The Past of Mary Holmes de Harlan Thompson et Slavko Vorkapich (en)
- 1933 : La Phalène d'argent (Christopher strong) de Dorothy Arzner
- 1933 : Gloire éphémère (Morning Glory) de Lowell Sherman
- 1933 : Les Quatre filles du docteur March (Little women) de George Cukor
- 1933 : Carioca (Flying Down to Rio)
- 1933 : Croisière sentimentale (Melody Cruise) de Mark Sandrich
- 1934 : Mademoiselle Hicks (Spitfire)
- 1934 : Stingaree de William A. Wellman
- 1934 : La Joyeuse Divorcée (The Gay Divorcee)
- 1934 : Le Petit Ministre (The Little Minister) de Richard Wallace
- 1934 : Le Calvaire de Flora Winters (The Life of Vergie Winters) d'Alfred Santell
- 1934 : L'Emprise (Of Human Bondage)
- 1934 : Miss Carrott (Anne of Green Gables) de George Nichols Jr.
- 1935 : Désirs secrets (Alice Adams)
- 1935 : Village Tale
- 1935 : Jalna de John Cromwell
- 1935 : Les Trois Mousquetaires (The Three Musketeers)
- 1935 : Grande Dame (Grand Old Girl) de John S. Robertson
- 1936 : Marie Stuart (Mary of Scotland)
- 1936 : La Rebelle (A Woman Rebels)
- 1936 : Révolte à Dublin (The Plough and the Stars)
- 1937 : Pour un baiser (Quality street), de George Stevens
- 1937 : Michel Strogoff (The Soldier and the Lady) de George Nichols Jr.
- 1938 : The Adventures of Tom Sawyer
- 1939 : La Chevauchée fantastique (Stagecoach)
- 1939 : Autant en Emporte le Vent (Gone With the Wind)
- 1939 : Quasimodo (The Hunchback of Notre-Dame)
- 1940 : L'Angoisse d'une nuit (Vigil in the Night), de George Stevens
- 1941 : Crépuscule (Sundown)
- 1943 : La Ruée sanglante (In Old Oklahoma)
- 1945 : La Chanson du souvenir (A song to remember)
- 1945 : Le Grand Bill (Along Came Jones)
- 1946 : Duel au soleil (Duel in the Sun)
- 1947 : Le Maître de la prairie (Sea of grass)
- 1947 : Passion immortelle (Song of love)
- 1947 : Le Pays du dauphin vert (Green Dolphin Street)
- 1948 : Les Trois Mousquetaires (The Three Musketeers)
- 1948 : Le Brigand amoureux (The Kissing Bandit), de László Benedek
- 1949 : Les Quatre Filles du docteur March (Little Women)
- 1949 : Madame Bovary
- 1949 : La Dynastie des Forsyte (That Forsyte woman)
- 1950 : Embuscade (Ambush)
- 1950 : Annie, la reine du cirque (Annie Get Your Gun)
- 1950 : Le Père de la mariée (Father of the Bride)
- 1950 : Le Chant de la Louisiane (The Toast of New Orleans)
- 1950 : La Jolie Fermière (Summer Stock)
- 1950 : La Porte du diable (Devil's Doorway) d'Anthony Mann
- 1950 : Le Convoi maudit (The Outriders) de Roy Rowland
- 1951 : Laisse-moi t'aimer (Mr. Imperium)
- 1951 : Show Boat
- 1951 : L'Amant de Lady Loverly (The Law and the Lady) d'Edwin H. Knopf
- 1951 : Au-delà du Missouri (Across the Wide Missouri)
- 1951 : L'Homme au manteau noir (The Man with a Cloak) de Fletcher Markle
- 1951 : Convoi de femmes (Westward the Women)
- 1951 : Un Américain à Paris (An American in Paris)
- 1952 : Chantons sous la pluie (Singin' in the Rain)
- 1952 : Le Prisonnier de Zenda (The Prisoner of Zenda)
- 1952 : La Première Sirène (Million Dollar Mermaid)
- 1952 : L'Homme à la carabine (Carbine Williams)
- 1953 : Vicky (Scandal at scourie) de Jean Negulesco
- 1953 : La Reine vierge (Young Bess)
- 1953 : La Perle noire (All the Brothers were valiant)
- 1953 : Embrasse-moi, chérie (Kiss Me, Kate)
- 1954 : Les Sept Femmes de Barbe-Rousse (Seven Brides for Seven Brothers)
- 1954 : Le Prince étudiant (The Student Prince) de Richard Thorpe
- 1955 : La Chérie de Jupiter (Jupiter's Darling)
- 1955 : La Pantoufle de verre (The Glass Slipper) de Charles Walters
- 1955 : Les Contrebandiers de Moonfleet (Moonfleet)
- 1955 : Duel d'espions (The Scarlet Coat)
- 1956 : Planète interdite (Forbidden Planet)
- 1956 : La Vie passionnée de Vincent van Gogh (Lust for Life)
- 1956 : Diane de Poitiers (Diane)
- 1957 : L'Arbre de vie (Raintree County)
- 1958 : Comme un torrent (Some Came Running)
- 1960 : Celui par qui le scandale arrive (Home from the Hill)
- 1960 : Un numéro du tonnerre (Bells Are Ringing)
- 1960 : La Ruée vers l'Ouest (Cimarron)
- 1962 : La Conquête de l'Ouest (How the West Was Won)
- 1965 : Les Inséparables (Marriage on the Rocks)
- 1966 : Frontière chinoise (Seven Women)

## Galerie
- Quelques actrices habillés par Walter Plunkett.

|  |  |  |  |